# İrem Köseler
İrem Köseler (* 14. Mai 1996 in Antalya) ist eine türkische Handballspielerin. Sie gehört der Nationalmannschaft der Türkei im Beachhandball an. Sie spielt auf der Kreisläufer-Position.

## Hallenhandball
İrem Köseler spielte seit 2013 beim türkischen Spitzenclub Muratpasa Belediyesi SK, mit dem sie 2014 auch türkische Meisterin und Pokalsiegerin wurde. In ihrer ersten Saison spielte sie mit ihrer Mannschaft zunächst in der Qualifikation zur Championsleague, wo die Mannschaft scheiterte, danach im EHF-Europapokal der Pokalsieger, wo sie mit ihrer Mannschaft in der dritten Runde gegen den russischen Vertreter Rostow-Don ausschied. Ein Jahr später erreichten Köseler mit Muratpasa das Halbfinale im EHF-Pokal und schaltete dabei unter anderem den Buxtehuder SV im Viertelfinale. 2014/15 wurde das Achtelfinale erreicht, wo man gegen den HC Leipzig ausschied. 2016 wechselte sie zum Viertligisten Tekirdağ'da spor, mit dem sie bis 2019 bis in die zweite Liga aufsteigen konnte. 2020 kehrte sie wieder zu Muratpasa zurück. Beim erstmals ausgetragenen EHF European Cup 2020/21 konnte sie mit ihrer Mannschaft bis in das Achtelfinale vordringen schied dort in einem innertürkischen Duell gegen Yalıkavak Spor Kulübü aus.
Köseler spielte 2016 für die U20-Nationalmannschaft. Mit dieser scheiterte sie an der Qualifikation zur U20-Weltmeisterschaften 2016 in Russland.

## Beachhandball
Im Beachhandball gehörte Köseler den türkischen Nationalmannschaften der weiblichen Jugend (U18) sowie der Juniorinnen (U19) an. 2013 (U19) konnte Köseler mit ihrer Mannschaft bei den U19-Junioreneuropameisterschaften das Halbfinale erreichen, unterlag dort aber Dänemark. Im Spiel um die Bronzemedaille konnte die russische Auswahl besiegt werden. Köseler spielte alle acht möglichen Partien und erzielte sieben Punkte, zudem wurde sie im Spiel gegen Spanien vom Platz gestellt. Auch 2014 (U18) erreichte Durdu mit der türkischen Nachwuchs-Nationalmannschaft das Halbfinale der kontinentalen Titelkämpfe, scheiterte dort aber dort ebenso an Russland wie im Spiel um die Bronzemedaille an Spanien. Damit blieb Köseler, die in allen sechs möglichen Spielen einen Punkt erzielte und eine Spielstrafe erhielt, dieses Mal ohne Medaille. 2015 scheiterte die türkische Mannschaft um einen Rang hinter der deutschen Auswahl an der Qualifikation für das Halbfinale und wurde in der Endabrechnung Fünfte. Köseler kam in diesem Turnier einmal mehr in allen sechs Spielen zum Einsatz und erzielte 35 Punkte. Im Spiel gegen die Schweiz war sie mit neun erzielten Punkten beste türkische Scorerin.

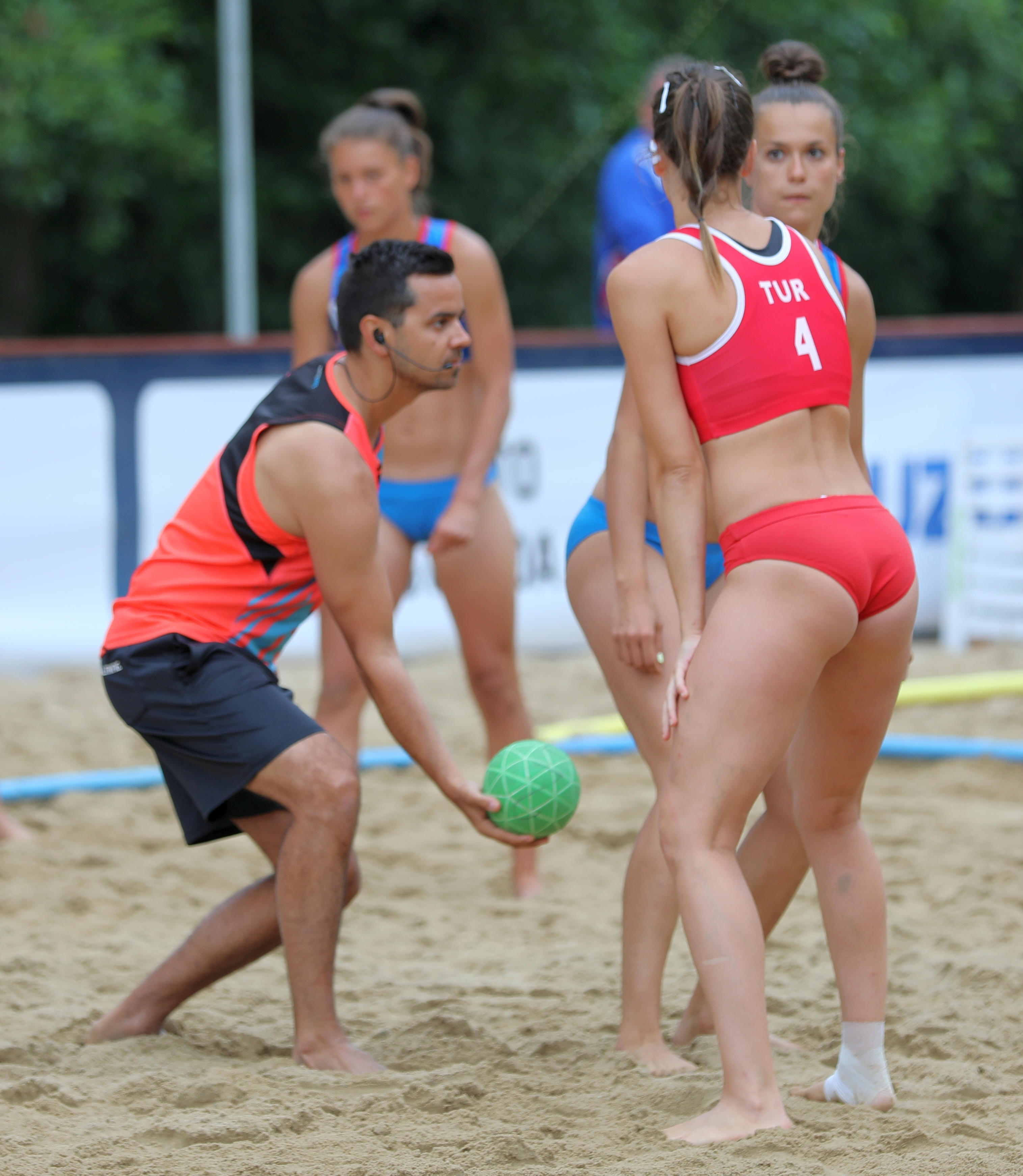
Köseler beim Sprungwurf mit Marija Belowa im Platzierungsspiel gegen Russland

Mit der A-Nationalmannschaft nahm Köseler erstmals 2019 in Stare Jabłonki an den Europameisterschaften teil. Nachdem die Türkei in ihrer Vorrunde nur gegen Rumänien gewonnen hatte, spielte die Mannschaft anschließend in der Trostrunde. Von dort ging die Mannschaft ungeschlagen in die Platzierungsspiele. Nach einem Sieg gegen Italien und einer Niederlage gegen Russland gewann die Türkei das abschließende Spiel um den elften Platz gegen die polnischen Gastgeberinnen. Köseler wurde in allen zehn Spiele eingesetzt, erzielte sechs Punkte und erhielt vier Zeitstrafen.

## Einzelbelege
1. ↑  İREM KÖSELER | Türkiye Hentbol Federasyonu. Abgerufen am 14. Mai 2021.
2. ↑  Hentbolhaber Net : Türkiye`nin En Güncel Hentbol Haber Sitesi: Muratpaşa Belediyespor'da yeni yönetim iş başında. In: HentbolHaber.Net. 5. Juli 2020, abgerufen am 14. Mai 2021.
3. ↑  European Handball Federation - 2016 Women's World Championship U20 / Qualification - Europe. Abgerufen am 15. April 2021 (englisch).
4. ↑  European Handball Federation - 2013 Women's ECh Beach Handball 19 / Final Tournament. Abgerufen am 15. April 2021 (englisch).
5. ↑  European Handball Federation - 2014 Women's ECh Beach Handball 18 / Final Tournament. Abgerufen am 15. April 2021 (englisch).
6. ↑  European Handball Federation - 2015 Women's ECh Beach Handball 19 / Final Tournament. Abgerufen am 15. April 2021 (englisch).
7. ↑  European Handball Federation - 2019 Women's ECh Beach Handball / Final Tournament. Abgerufen am 8. Februar 2021 (englisch).

| Personendaten    | Personendaten                                  |
| ---------------- | ---------------------------------------------- |
| NAME             | Köseler, İrem                                  |
| ALTERNATIVNAMEN  | Köseler, Irem                                  |
| KURZBESCHREIBUNG | türkische Handball- und Beachhandballspielerin |
| GEBURTSDATUM     | 14. Mai 1996                                   |
| GEBURTSORT       | Antalya, Türkei                                |